# Hermann Gunkel

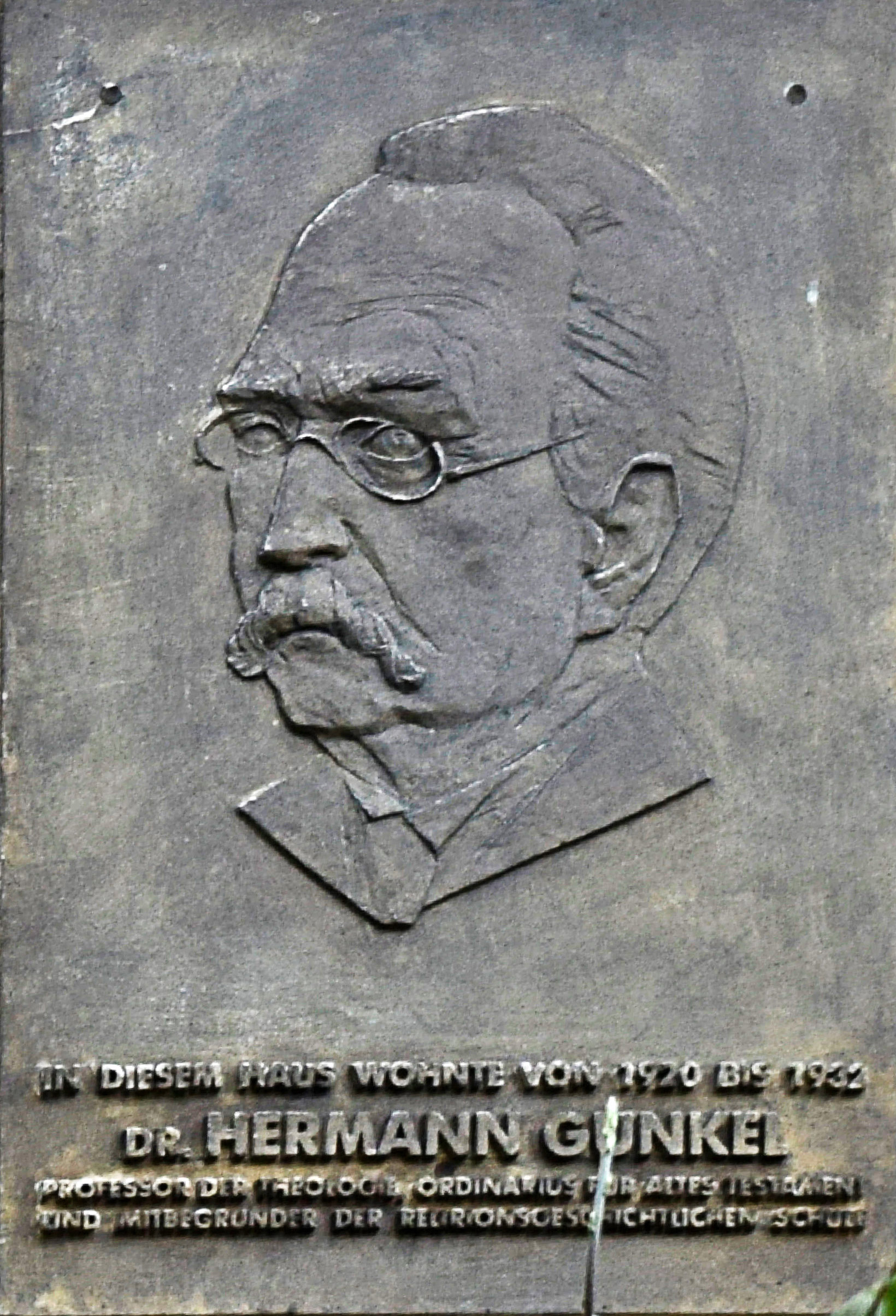
Gedenkplatte Hermann Gunkels an seinem Wohnhaus in Halle

Johann Friedrich Hermann Gunkel (* 23. Mai 1862 in Springe, Königreich Hannover; † 11. März 1932 in Halle) war ein deutscher evangelischer Alttestamentler. Seit Studienzeiten in Göttingen stand er im Austausch mit Vertretern der entstehenden Religionsgeschichtlichen Schule, der er auch selbst zugerechnet wird. Er wechselte 1888 als Dozent für Altes Testament an die Universität Halle. Als Professor in Berlin (ab 1895), Gießen (ab 1907) und zuletzt wieder Halle (ab 1920) verfasste er Standardwerke der Bibelwissenschaft, insbesondere Kommentare zum Buch Genesis und zum Buch der Psalmen.
Gunkel entwickelte die Form- und Gattungskritik in der Exegese in Abgrenzung und Erweiterung zur Literarkritik der Wellhausen-Schule. Er erforschte die Bedeutung von Sagen und Legenden im Alten Testament und entdeckte das Märchen als alttestamentliche Gattung. Ein großer Teil seiner literarischen Produktion war in aufklärerischer Bemühung für ein breiteres Publikum verfasst. Als Herausgeber begleitete Gunkel die Reihe Forschungen zur Religion und Literatur des Alten und Neuen Testaments (FRLANT) und die beiden ersten Auflagen des Lexikons Die Religion in Geschichte und Gegenwart (RGG).

## Leben

### Familiärer Hintergrund

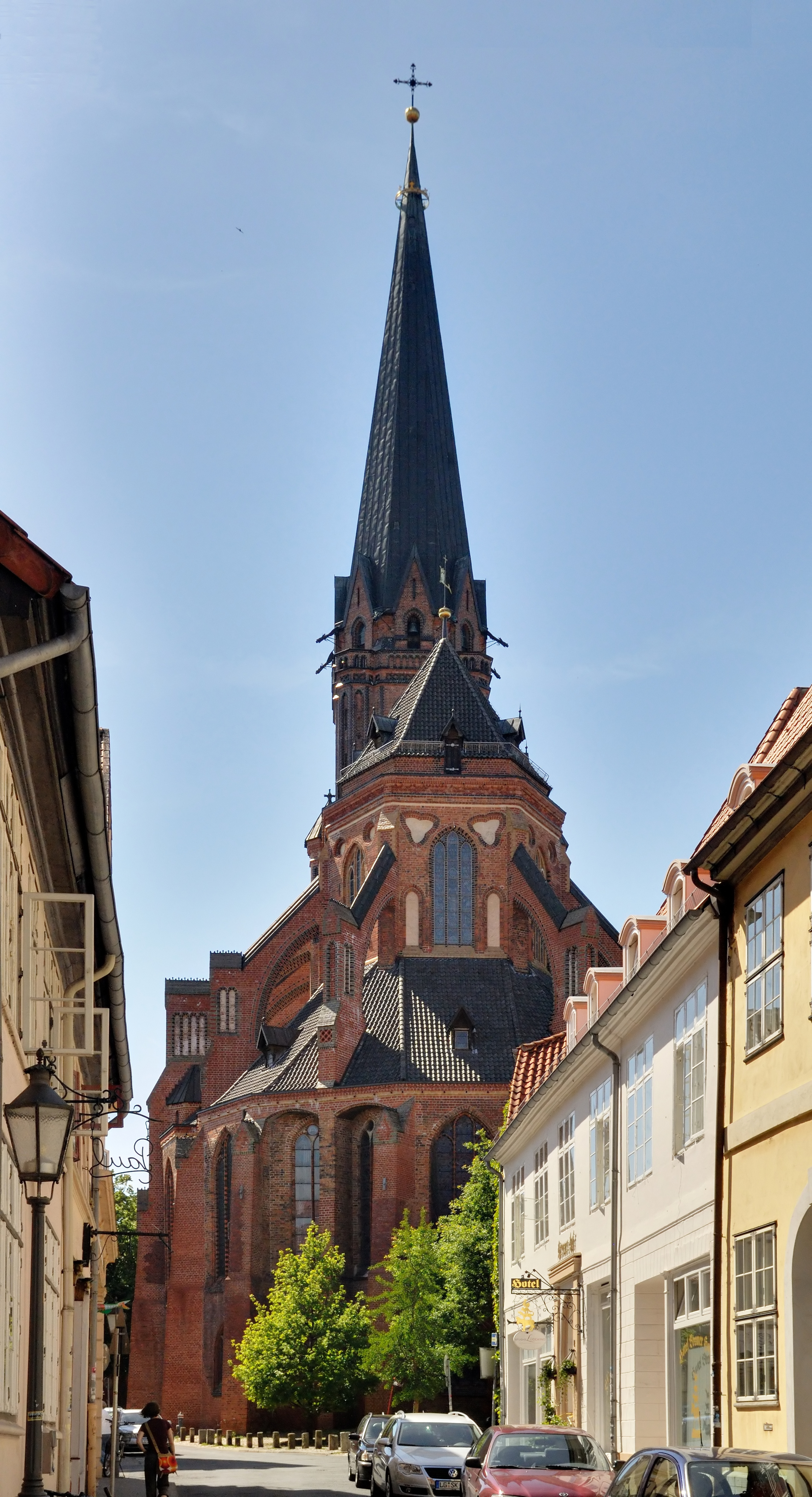
St. Nicolai in Lüneburg; in der Amtszeit Karl Gunkels wurde die einsturzgefährdete Kirche restauriert und der neogotische Turm erbaut

Hermann Gunkel wuchs in einem Pfarrhaus auf. Es hat ihn nach eigenen Angaben „für Religion, Geschichte, Literatur angeregt“ und dadurch für sein ganzes Leben „entscheidend bestimmt“. Geboren und getauft wurde Hermann Gunkel in der Kleinstadt Springe, wo sein Vater Karl Gunkel (1829–1897) eine Stelle als Hilfsgeistlicher an St. Andreas hatte. Da Karl Gunkel Ende 1862 als erster Pfarrer der Nicolaikirche Lüneburg gewählt wurde, zog er mit seiner Ehefrau Therese Wilhelmine, geborene Büchner (1826–1916), und den Kindern (der zweijährigen Therese und dem wenige Monate alten Hermann) dorthin um; in Lüneburg kam Karl als drittes Kind zur Welt. Der Lüneburger Pfarrer Gunkel war ein überzeugter Vertreter der Vermittlungstheologie Albrecht Ritschls. Er legte Wert auf gründliche Erarbeitung seiner Predigten mit Hilfe wissenschaftlicher Kommentare. Auch kirchenpolitisch ein Ritschlianer, setzte er sich als Synodaler der Hannoverschen Landeskirche für die Akzeptanz der Vermittlungstheologie durch die konservative lutherische Orthodoxie ein.
Sohn Hermann besuchte das Johanneum Lüneburg, wo er Latein, Altgriechisch und Hebräisch lernte. Die Alten Sprachen waren neben Literatur und Mathematik sein Hauptinteresse. Bestseller der Bismarckzeit, nämlich Gustav Freytags Bilder aus der deutschen Vergangenheit und Joseph Victor von Scheffels historischen Roman Ekkehard, las er privat. Sein Vater teilte die nationalprotestantische Begeisterung infolge der Reichsgründung. Elternhaus und Schule vermittelten dem jungen Hermann Gunkel ein patriotisches Geschichtsverständnis. Ehe er als Jahrgangsbester das Johanneum verließ, trug der Primaner am Sedantag 1880 vor der versammelten Schülerschaft eine Rede über den Schluß des deutschen Krieges vor.

### Studium in Göttingen und Gießen

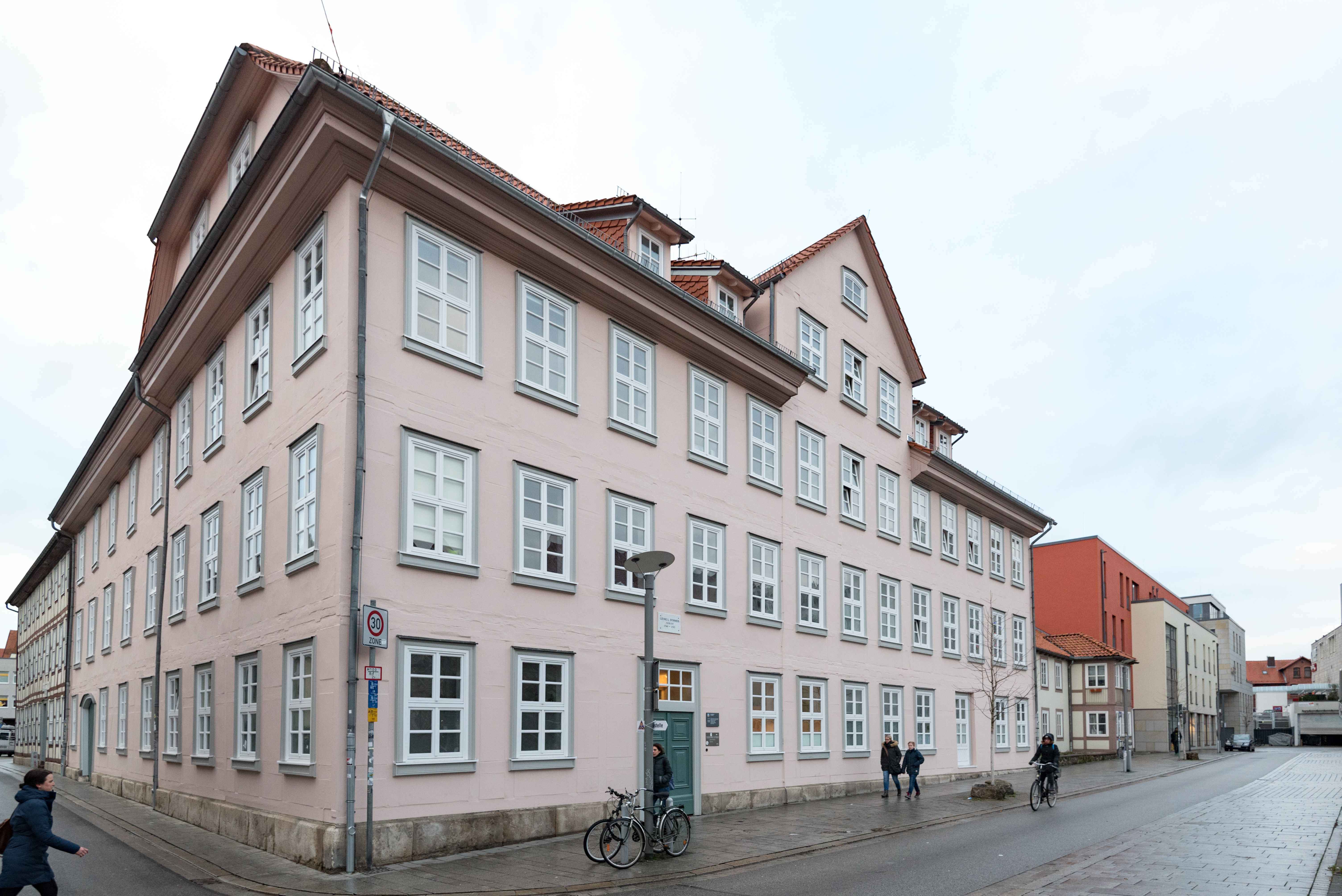
Ehemaliges Göttinger Stift, Stumpfebiel 2

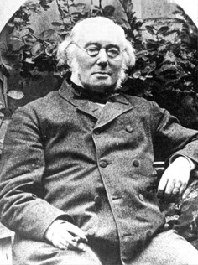
Albrecht Ritschl (um 1880)

Zum Sommersemester 1881 immatrikulierte sich Hermann Gunkel an der Georg-August-Universität Göttingen und bezog ein Zimmer im Theologischen Stift. Die Mitgliedschaft in einer Studentenverbindung ist bei Gunkel nicht dokumentiert. Die Theologische Fakultät wurde von der Persönlichkeit Albrecht Ritschls dominiert, der sowohl Dogmatik und Ethik als auch die Exegese des Neuen Testaments prägte. Als Student war Gunkel in den ersten Semestern Ritschlianer. Daneben beeindruckte ihn der Extraordinarius für Altes Testament, Bernhard Duhm, der in seinen Vorlesungen religionsgeschichtliche Themen, etwa das Konzept der Scheol, anschaulich zu schildern wusste. Wegen seines ausgeprägten historischen Interesses empfahl sein Studieninspektor Wilhelm Bornemann Gunkel, an die Universität Gießen zu wechseln: eine Weichenstellung. Denn dort lernte Gunkel 1882/83, vermittelt durch den Alttestamentler Bernhard Stade, Julius Wellhausens Prolegomena zur Geschichte Israels kennen. Die Neuere Urkundenhypothese und Wellhausens Rekonstruktion der Geschichte Israels übernahm Gunkel als Grundlagen seiner eigenen Exegese. In Gießen belegte Gunkel alle kirchengeschichtlichen Veranstaltungen, die Adolf von Harnack anbot. Harnack zeigte ihm, wie herausragende Persönlichkeiten, beispielsweise Augustinus von Hippo, vor ihrem historischen Hintergrund verständlich wurden.
Nach drei Gießener Semestern war Gunkel mit erheblich geweitetem Horizont im Winter 1883/84 zurück in Göttingen. Es galt, das Theologiestudium zum Abschluss zu bringen; aber Gunkel belegte nun auch Veranstaltungen in Geschichte, Germanistik und Philosophie. Im Sommer 1885 nahm Gunkel an einem Kolleg des Altphilologen Ulrich von Wilamowitz-Moellendorff über griechische Literaturgeschichte teil, dessen interdisziplinärer Ansatz ihn ansprach. Außerdem ging Gunkel einigen Spezialinteressen nach, die ihn zunehmend in einen Gegensatz zu Ritschls dogmatischer Vorentscheidung brachten, das Neue Testament ausschließlich vom Alten Testament her zu verstehen: Gunkel vertiefte sich in die Apokryphen und Pseudepigraphen des Alten Testaments und die von Karl Richard Lepsius erarbeiteten zwölf Bände Denkmäler aus Aegypten und Aethiopien. Bei dem Orientalisten und erklärten Ritschl-Kritiker Paul de Lagarde lernte er Syrisch und Arabisch.
Der Stiftsinspektor William Wrede lud Gunkel in den Akademisch-Theologischen Verein ein, der sich allwöchentlich im Café Cron & Lanz zu Vorträgen und Diskussionen, Mittagstisch und anschließenden Kneipengängen zusammenfand. Dieser Verein wurde für Gunkel für den Rest seiner Göttinger Zeit zum Lebensmittelpunkt. Das Besondere war, dass über biblische und theologische Themen ohne die im universitären Rahmen übliche Selbstzensur gestritten werden konnte. Albert Eichhorn, der sich auf seine kirchengeschichtliche Habilitation in Halle vorbereitete, war durch seine pointierten Diskussionsbeiträge als führende Persönlichkeit des Vereins anerkannt und übte auf Gunkel und andere Mitglieder einen starken Einfluss aus. Ab 1889 und in etwas veränderter personeller Zusammensetzung fand sich ein Kreis habilitierter Theologen zusammen (die sogenannte „Kleine Göttinger Fakultät“), die ihre Ablehnung Ritschls verband: Johannes Weiß, Wilhelm Bousset, Ernst Troeltsch, William Wrede, Alfred Rahlfs und Heinrich Hackmann. Hier bereitete sich die spätere Religionsgeschichtliche Schule als scientific community vor. Hermann Gunkel gehörte diesem Kreis direkt nicht mehr an, knüpfte aber persönliche Kontakte mit Bousset, Troeltsch und Hackmann.
Im April 1885 legte Gunkel in Hannover das Erste Theologische Examen ab; wegen seiner Kurzsichtigkeit wurde er vom Militärdienst befreit. Er bereitete nun seine Promotion vor. Dazu ging er im Herbst 1885 nach Leipzig, um Syrisch und Aramäisch zu lernen. Von dem konservativen Leipziger Alttestamentler Franz Delitzsch war er, ganz der Liberale und Wellhausen-Anhänger, gründlich enttäuscht. Seinen Lebensunterhalt finanzierte Gunkel in dieser Phase durch Privatunterricht und nahm 1886 an einem pädagogischen Kurs des Königlichen Schullehrerseminars in seiner Heimatstadt Lüneburg teil. Zurück in Göttingen bereitete er Theologiestudenten gegen Honorar auf das Examen vor. Das wurde als eine Neuerung, die bei Juristen und Medizinern üblich, aber der Theologie unwürdig sei, von einem Anonymus im Mai 1887 in der Hannoverschen Pastoral-Korrespondenz kritisiert. Gunkel verfasste eine Entgegnung, in der er die Qualität seiner Repetitorien verteidigte.

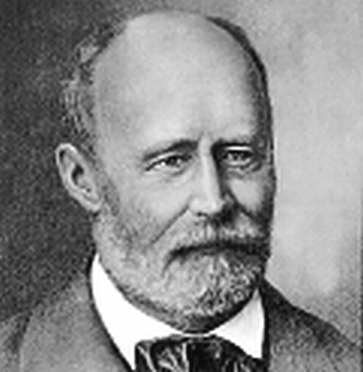
Paul de Lagarde

Im November 1887 beantragte sein Vater beim preußischen Kultusministerium ein Dozentenstipendium für Hermann Gunkel, da er auch das Jurastudium seines jüngeren Sohns Karl finanzieren müsse. Die Auskünfte des Göttinger Universitätskurators über Gunkel waren aber ungünstig. Die Theologische Fakultät und der Orientalist Paul de Lagarde bescheinigten ihm, dass „seine wissenschaftliche Begabung bei aller Anerkennung seines Strebens keine hervorragende, seine Persönlichkeit bei aller Anerkennung seiner Charaktereigenschaften keine sympathische“ sei; er möge die Lizenziatenprüfung ablegen und danach in den Pfarrdienst treten.
Konrad von Rabenau vermutet, die Fakultät sei mit Gunkels Promotionsthema (Die Wirkungen des heiligen Geistes, nach der populären Anschauung der apostolischen Zeit und nach der Lehre des Apostels Paulus) unzufrieden gewesen. Konrad Hammann dagegen sieht eine Intrige de Lagardes, der seinem Meisterschüler Alfred Rahlfs eine Privatdozentenstelle sichern wollte. Das Urteil des Neutestamentlers August Wiesinger und des Zweitgutachters Hermann Schultz über Gunkels Dissertation war nämlich positiv (Ritschl merkte freilich an, er finde Gunkels Methode fragwürdig); das Kolloquium bestand Gunkel am 27. Juni 1888 magna cum laude. Dann hatte er seine meist dem Neuen Testament entnommenen Disputationsthesen am 15. Oktober 1888 öffentlich gegen Carl Mirbt und Johannes Weiß zu verteidigen, was als Höhepunkt der Lizenziatenprüfung galt. Daraufhin promovierte ihn die Fakultät einstimmig, und das Habilitationsverfahren für biblische Theologie und Exegese folgte im Anschluss.

### Dozent in Halle (1888–1895)

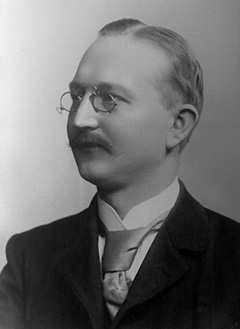
Hermann Gunkel (vor 1890)

Als Privatdozent für Neues Testament in Göttingen befand sich Gunkel in einer problematischen Lage. In seinem 1926 verfassten Entwurf seines Lebenslaufs schrieb er, man habe ihn „durch Intrigen der Regierung nach Halle umhabilitiert und zum AT abgeschoben. Schwierigster Bruch meines ganzen Lebens!“ Die Umstände sind nur teilweise aufzuhellen. Der Orientalist Paul de Lagarde protegierte seinen Schüler Alfred Rahlfs und war nur allzu bereit, Gunkel an eine andere Universität, Kiel beispielsweise, wegzuempfehlen. Hinzu kam aber, dass Gunkels Mitstudent Carl Mirbt auf Fürsprache eines anderen Mitstudenten, Johannes Weiß, bei der Vergabe eines Privatdozentenstipendiums gegenüber Gunkel bevorzugt wurde. Da Weiß’ Vater Bernhard Weiß Berater des preußischen Kultusministeriums für Personalfragen der Evangelisch-theologischen Fakultäten war, sah es für eine Karriere Gunkels in Göttingen schlecht aus.
Der preußische Ministerialdirektor Friedrich Althoff empfahl Gunkel an die Theologische Fakultät Halle. Althoffs Motive sind nicht mehr erkennbar. Der Hallenser Alttestamentler Emil Kautzsch reiste im Januar 1888 nach Göttingen, um Gunkel kennenzulernen. Von dessen Einführung in das Alte Testament hatte er einen sehr positiven Eindruck, bekam aber auch mit, dass Gunkel sich bei Mitgliedern der Göttinger Theologischen Fakultät unbeliebt gemacht hatte. Gunkels akademischer Schüler Hans Schmidt stellte die weitere Entwicklung rückblickend so dar, dass „es der Ministerialdirektor Althoff für gut hielt, dem jungen Privatdozenten eine Umhabilitierung anzuraten von Göttingen nach Halle. Das war ein Rat, der Befehl war. Hier in Halle aber war damals – ich vermag nicht zu sagen aus welchem Grunde – kein Raum für einen Privatdozenten des Neuen Testamentes. So sah sich der junge Gelehrte gezwungen, auf der neuen Hochschule ein neues Fach zu ergreifen.“ Ein Problem war, dass Gunkel trotz des Unterrichts bei Lagarde nicht die gründliche philologische Kenntnis des Hebräischen mitbrachte, die man bei einem Alttestamentler erwartete. Er wusste das und entschied sich für einen Zugang zu seinem neuen Fachgebiet, bei dem diese Schwäche weniger ins Gewicht fiel: die Literaturgeschichte in der Tradition von Johann Gottfried Herder. Eduard Norden und Paul Wendland verfolgten ähnliche Zugänge in der Klassischen Philologie.

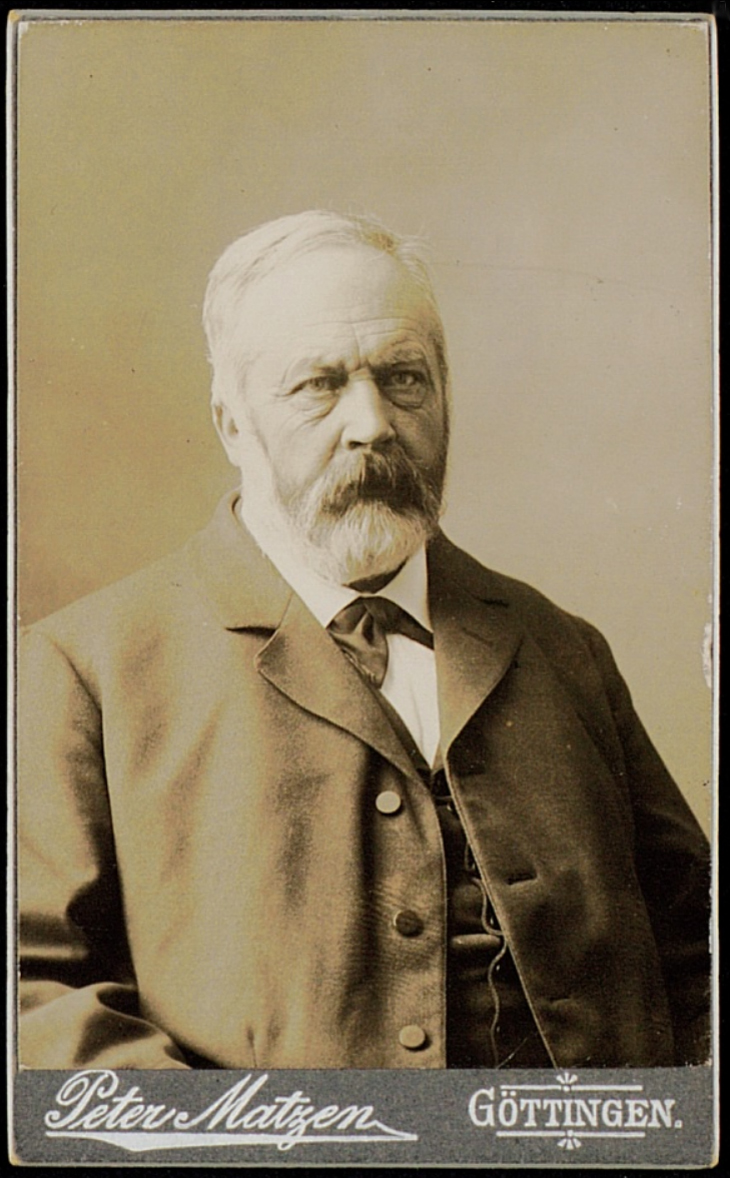
Julius Wellhausen um 1900

Gunkels Neubeginn in Halle war holprig. Das Verfassen einer Lizenziatenarbeit wurde ihm erlassen, aber die Fakultät bestand auf einer Probevorlesung. Diese hielt Gunkel am 29. Mai 1889 zum Thema Jüdische Eschatologie – und sie machte einen schlechten Eindruck. Das scheint an der Opposition des sehr konservativen Hallenser Neutestamentlers Willibald Beyschlag gelegen zu haben, der Gunkels Berücksichtigung außerbiblischer jüdischer Literatur nicht nachvollziehen konnte. Zu Gunkels Glück gab es an der Universität Halle eine Wiederbegegnung mit Albert Eichhorn, nun Professor für Kirchengeschichte und wie zu Göttinger Zeiten inspirierender Gesprächspartner bei der Entwicklung seines Vorlesungsstoffs. Der renommierte Alttestamentler Emil Kautzsch förderte den jungen und fast unbekannten Dozenten. Gunkels Vorlesungen und Seminare waren bei den Studenten wegen seiner anschaulichen Darbietung des Stoffs beliebt. Aber es gab mehr Privatdozenten, als Ordinarien verfügbar waren, und so setzte Gunkel alles daran, sich mit einer wissenschaftlichen Arbeit für eine Professur zu empfehlen. Sie erschien im Herbst 1894 und war ein großer Wurf: Schöpfung und Chaos in Urzeit und Endzeit. In dieses Werk waren viele Gespräche mit Albert Eichhorn eingeflossen, daneben aber auch die Sachkenntnis des Assyriologen Heinrich Zimmern, mit dem Gunkel in Halle in näheren Kontakt trat. Die Reaktionen waren teils beeindruckt, teils ablehnend; letzteres insbesondere bei Julius Wellhausen und seiner Schule. Wellhausen äußerte sarkastisch gegenüber Harnack, Schöpfung und Chaos sei ein passender Titel für Gunkels Werk, in dem das Chaos allerdings überwiege. Da Gunkel über Zimmern Kontakt mit dem Hallenser Althistoriker Eduard Meyer aufgenommen und mit ihm das Konzept des Buches durchgesprochen hatte, rezensierte Meyer das Werk für die Allgemeine Zeitung überaus positiv.
In Halle lernte Gunkel den reformierten Domprediger Gustav Beelitz und dessen neunzehnjährige Tochter Elisabeth kennen, die aber gegenüber dem zwölf Jahre älteren Alttestamentler zurückhaltend blieb. Gunkel warb ausdauernd mit Blumenbouquets und Gedichten um ihre Aufmerksamkeit. Im März 1893 wurde schließlich die Verlobung gefeiert, und nachdem Gunkel die Stelle eines Extraordinarius für Altes Testament in Halle erhalten hatte, folgte am 18. November 1895 die von Karl Gunkel, dem Vater, vollzogene Trauung im Dom zu Halle.

### Extraordinarius in Berlin (1895–1907)

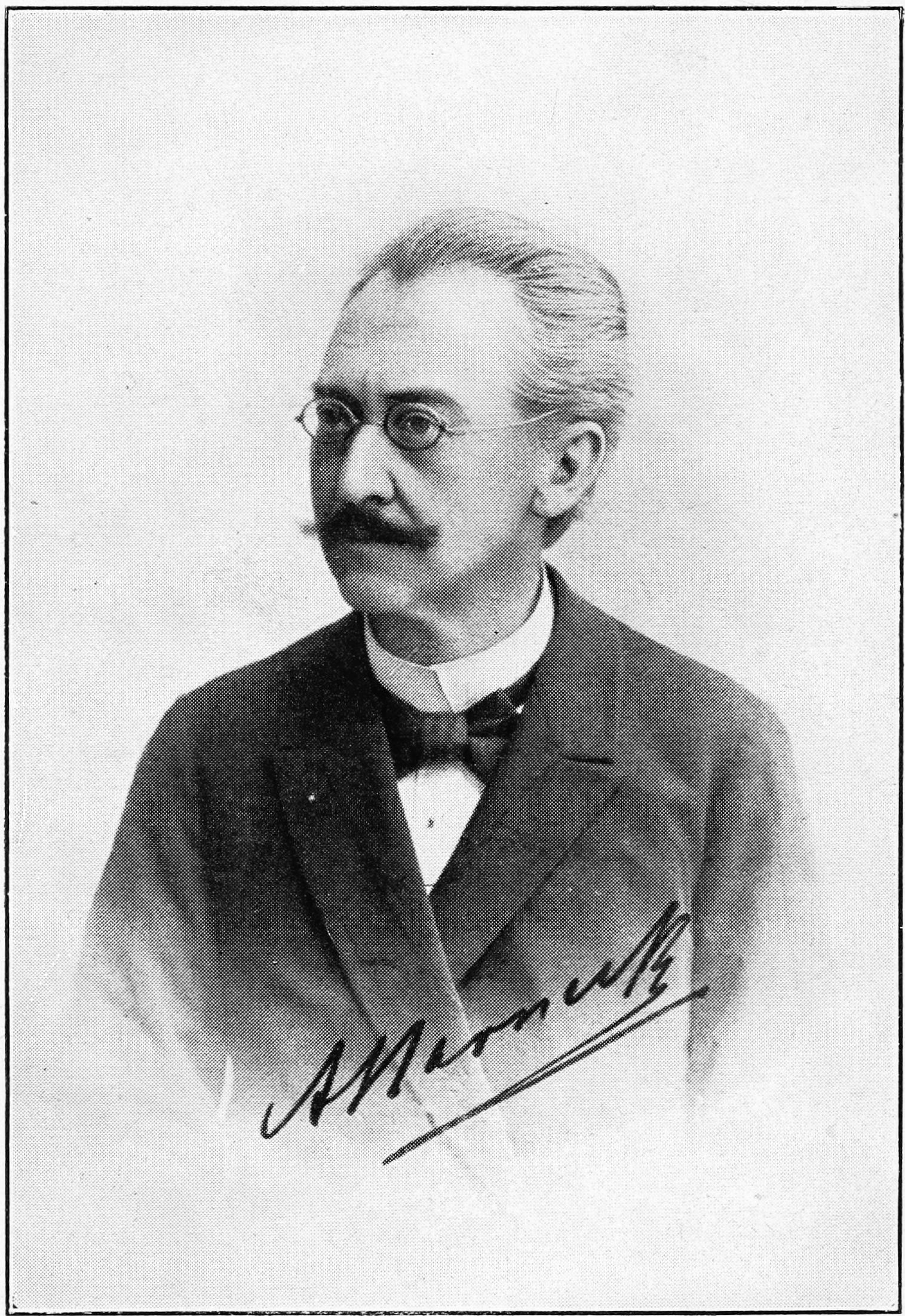
Adolf von Harnack, 1908

Zum Wintersemester 1895/96 trat Hermann Gunkel eine Stelle als Extraordinarius für Altes Testament in Berlin an, während Friedrich Baethgen zeitgleich die ordentliche Professur für Altes Testament erhielt. Konrad Hammann vermutet, Adolf von Harnack habe Gunkel empfohlen. Wohl auch wegen der rasch wachsenden Kinderschar (Werner, Katharina, Erika und Annemarie) zog die junge Familie mehrfach im Raum Berlin um, bis 1901 in Friedenau (Feurigstraße 5) ein Mietshaus der Gründerzeit gefunden war, das die Gunkels dann für den Rest der Berliner Zeit bewohnten. Während die Berliner Fachkollegen einen kultiviert-oberflächlichen Kontakt miteinander pflegten, war es Harnack, der Interesse für Gunkels Forschungen zeigte, auch einmal gemeinsam mit ihm einen Ferienkurs zur Pfarrerweiterbildung hielt und die Familie Gunkel kurzfristig bei sich aufnahm, als es Schwierigkeiten beim Umzug gab.
Gunkel war sich bewusst, mit seiner traditionsgeschichtlichen Betrachtung der Bibel, wie er sie in Schöpfung und Chaos vorgestellt hatte, Neuland betreten zu haben. In Berlin begann er damit, die Fragestellungen der alttestamentlichen Exegese in einer größeren Öffentlichkeit bekanntzumachen: Er veröffentlichte Artikel, Rezensionen, sogar Gedichte in der Frankfurter Zeitung, den Preußischen Jahrbüchern und der Deutschen Rundschau. Damit schuf er sich eine zusätzliche Einnahmequelle. Er war auch wissenschaftlich sehr produktiv, aber mit der Zeit zehrte es an ihm, dass er Extraordinarius blieb und ihm die ordentliche Professur, somit die akademische Anerkennung, versagt blieb. „Gunkel war ein nervöser Mensch, ständig niedergedrückt und verbittert durch die Erfahrung, daß ihn die Fachkollegen, die ihm, wissenschaftlich gesehen, nicht das Wasser reichen konnten, Jahr für Jahr in seinem Berliner Extraordinariat sitzen und nicht zur Geltung kommen ließen“ – so beschrieb ihn Otto Dibelius, der um die Jahrhundertwende in Berlin studierte. Im Gegensatz zu Wellhausen verstand es Gunkel, seinen Stoff im Hörsaal ansprechend zu präsentieren und in Sozietäten für Interessierte zu vertiefen; seine Hörerzahlen waren überdurchschnittlich. In Berlin studierten außer Otto Dibelius auch Karl Barth und Rudolf Bultmann bei ihm; er betreute die Promotion von Martin Dibelius. Gunkel, der verhinderte Neutestamentler, prägte so bedeutende Neutestamentler der nächsten Generation. Über Fortbildungskurse scheint die angehende Alttestamentlerin Hedwig Jahnow Gunkel kennengelernt zu haben; sie war wahrscheinlich Mitglied in Gunkels Sozietät. Gunkel kam mit anderen Berliner Professoren in freundschaftlichen Kontakt: dem Ägyptologen Adolf Erman, dem Althistoriker und mittlerweile ausgemachten Wellhausen-Gegner Eduard Meyer, dem Germanisten Erich Schmidt und dem Philosophen Adolf Lasson.
Als Baethgen 1898 in Berlin ausschied, hätte Harnack Gunkel gern als dessen Nachfolger gesehen; die Fakultät zog ihn auch in Erwägung, wollte aber Hermann Leberecht Strack als älteren Extraordinarius nicht durch Bevorzugung Gunkels düpieren (noch weniger allerdings Strack eine ordentliche Professur geben). Eine aussichtsreiche Berufung ins liberale Marburg zerschlug sich 1900, weil die preußische Regierung sie blockierte. Das einflussreiche kirchlich-positive Lager, zu dem beispielsweise Friedrich von Bodelschwingh gehörte, machte bei Harnack und Gunkel einen verderblichen Einfluss auf den theologischen Nachwuchs aus, und Friedrich Althoff achtete bei Stellenbesetzungen darauf, einen Proporz der verschiedenen kirchlichen Lager zu wahren. Kurz, eine ordentliche Professur in Preußen war für Gunkel unerreichbar – er konnte sich glücklich schätzen, in Berlin überhaupt Extraordinarius geworden zu sein.
1901 kam die erste Auflage des Genesis-Kommentars auf den Markt. „Dieser Kommentar, 1910 bereits in dritter Auflage erschienen, gilt bis heute als Klassiker – als der vielleicht beste Kommentar des 20. Jahrhunderts zu einer alttestamentlichen Schrift.“ (Bernhard Lang, 2014) Am 6. November 1902 wurde Gunkel zum Ehrendoktor der Berliner Universität ernannt.
Im Babel-Bibel-Streit meldete sich Gunkel 1903 zu Wort. Als Hintergrund des Konflikts machte er die Entfremdung der evangelischen Kirche von der Bibelwissenschaft aus. „Wie wenige unter den Gebildeten in der Gemeinde, ja auch unter den älteren Geistlichen – und nicht nur unter den älteren – haben eine deutliche Vorstellung davon, was in der wissenschaftlichen Theologie der Gegenwart eigentlich vorgeht!“ Werner Klatt berichtet mit Berufung auf Gunkels Sohn Werner, in Berlin habe Hermann Gunkel mit seiner Entlassung gerechnet, da er durch diese Äußerungen bei der frommen Kaiserin Auguste Viktoria und ihrem Umfeld in Ungnade gefallen war und nun in Regierungskreisen als radikaler Liberaler galt. Sicherheitshalber habe Gunkel, um seine Familie ernähren zu können, sondiert, ob die Stelle eines Volksschullehrers in Bevensen für ihn in Frage komme.

### Ordinarius in Gießen (1907–1920)
Der Ruf an die Universität Gießen beendete für den 45-jährigen Gunkel das perspektivlose Warten auf einen preußischen Lehrstuhl. Hier war nach dem Tod Bernhard Stades der Lehrstuhl für Altes Testament 1907 neu zu besetzen. Karl Budde, der ihm in Marburg vorgezogen worden war, empfahl Gunkel nachdrücklich, wenn er bei diesem auch Schwächen ausmachte: „etwas Impulsives, Impressionistisches, womit er leicht über die Grenzen des Beweisbaren oder doch Bewiesenen hinausschießt.“ Außerdem war ihm in der hebräischen Philologie der Gießener Semitist und Stade-Schüler Friedrich Schwally klar überlegen. Man hoffte, dass Gunkel und Schwally sich ergänzen würden.
Der Göttinger Verlag Vandenhoeck & Ruprecht brachte eine „Bibel für die Gegenwart erklärt“ (sogenannte „Gegenwartsbibel“) auf den Markt, die sich vor allem an Volksschullehrer und interessierte Laien wandte und ab 1904 erschien. Die Kommentierung übernahmen meist jüngere Exegeten und Vertreter der Religionsgeschichtlichen Schule. Gunkel kommentierte für diese Reihe den 1. Petrusbrief (1907) und das Buch Genesis (1911); darüber hinaus prägte er die Konzeption des alttestamentlichen Teils. Das Besondere ist, dass die biblische Reihenfolge der Texte aufgegeben und stattdessen eine Anordnung nach literaturgeschichtlichen Gesichtspunkten vorgenommen wurde. Die „Gegenwartsbibel“ war bis in die 1920er Jahre populär, dann brachen die Verkaufszahlen ein. Mit verändertem Konzept trat das Neue Göttinger Bibelwerk (ATD/NTD) an ihre Stelle.
1911 hatte Gunkel die Genugtuung, gleich zweimal zum Ehrendoktor ernannt zu werden: zum Dr. phil. der Universität Breslau am 3. August und zum Dr. theol. der Universität Oslo am 11. September. 1912 übernahm Gunkel die Kommentierung des Buchs der Psalmen für die Reihe Göttinger Handkommentar. Sie war sein wichtigstes Projekt der Gießener Zeit, das er aber erst in Halle fertigstellte.
Auch wenn Gunkel stets betonte, wie wohl er sich in Gießen fühlte, war doch unübersehbar, dass er an einer kleinen Landesuniversität tätig war; die große Mehrheit seiner Studenten stammte aus Hessen-Darmstadt. In Berlin hatte er einen ganz anderen Wirkungskreis gehabt. Es gab aber prominente Ausnahmen: der Schweizer Walter Baumgartner und der Norweger Sigmund Mowinckel kamen eigens nach Gießen, um von Gunkel zu lernen. Baumgartner beschrieb, wie er 1912 in Gunkels Sprechstunde kurz abgefertigt wurde. Gunkels äußere Erscheinung sprach ihn auch wenig an: „eine eher spießbürgerliche Figur … mit Hängebacken und einem ganz unmartialischen langen Schnurrbart; nur die Augen blitzten verräterisch hinter den goldumränderten Brillengläsern.“ Trotzdem nahm er das Angebot an, nach der Sprechstunde wiederzukommen, und diesmal erläuterte ihm Gunkel in aller Breite, was er als Alttestamentler vorhatte: „Das Alte Testament als Teil des Alten Orients, Israel darin ein kleines und junges Volk; Aufbau einer wirklichen israelitischen Literaturgeschichte; Reform der Exegese vom Impressionismus her; bessere Fühlung mit den nichttheologischen Wissenschaften usw.“ Baumgartner hatte seinen akademischen Lehrer gefunden.
Nach dem Pogrom von Białystok hatte der Berliner Publizist Julius Moses im Dezember 1906 Persönlichkeiten des öffentlichen Lebens um Vorschläge zur „Lösung der Judenfrage“ gebeten. Daran beteiligte sich 1907 auch Gunkel. Ebenso wie beispielsweise Thomas Mann und Theodor Nöldeke empfahl er Assimilation, Mischehen und Taufen und streute antijüdische Bemerkungen in sein Statement ein. Diese Position behielt er in den folgenden Jahren bei und wandte sich beispielsweise 1913 gegen Vorschläge, die Universität Frankfurt am Main mit einer jüdisch-theologischen Fakultät auszustatten: Die Wissenschaft des Judentums habe keinen akademischen Standard; eine wissenschaftliche Behandlung der Bibel finde sich ausschließlich im Protestantismus, und ein Austausch mit jüdischen Fachkollegen sei uninteressant. Der Marburger Sprachwissenschaftler Hermann Jacobsohn warf Gunkel 1912 Antisemitismus vor, da er geäußert hatte, das moderne Judentum habe mit dem biblischen Israel so wenig zu tun wie deutsche Kellner in London mit den alten Germanen. Auch wenn Adolf Lasson eine Aussöhnung zwischen beiden vermittelte und Jacobsohn den Antisemitismus-Vorwurf zurücknahm, zeigte sich hier, dass Gunkel in seiner Bewertung der nachbiblischen jüdischen Geschichte als Verfallsgeschichte Emil Schürer und Wilhelm Bousset folgte.
Gunkel hatte sich vor 1914 kaum zu politischen Fragen geäußert. Bei Kriegsbeginn meldete sich Sohn Werner als Freiwilliger; Gunkel kommentierte dieses Ereignis am 7. August 1914 im Familienstammbuch: „Wir Eltern bringen damit eines unserer größten Güter dem bedrängten Vaterlande dar.“ Gunkel leistete seinen Beitrag zur „geistigen Mobilmachung“: Er veröffentlichte beispielsweise in der Frankfurter Zeitung am 23. September 1914 Israelitische Kriegsgedichte und unterschrieb die von Ulrich von Wilamowitz-Moellendorff initiierte Erklärung der Hochschullehrer des Deutschen Reiches (16. Oktober 1914). Aus der Anfangsphase des Krieges stammt der Artikel Was wir von dem Siege erhoffen, den Gunkel vor dem 30. Januar 1915 (Eingangsstempel) an eine unbekannte Zeitung oder einen Verlag sandte, dann aber wieder zurückzog. Darin antizipierte er den deutschen Sieg und forderte als Konsequenzen für die Zukunft: Schluss mit dem Parteienstreit, Freiheit statt obrigkeitlicher Gängelung (insbesondere Wissenschaftsfreiheit), Friede mit der Arbeiterschaft und den nationalen Minderheiten. Konrad Hammann sieht hierin ein Indiz, dass Gunkel wie andere liberale Theologen relativ früh auf einen Verständigungsfrieden gesetzt habe. Im Januar 1916 kritisierte Gunkel in einem Privatbrief die Forderung der Alldeutschen nach einem Siegfrieden, der Deutschland umfangreiche territoriale Gewinne bringen sollte.
Als sich abzeichnete, dass der Krieg länger dauern würde, verfasste Gunkel 1916 eine populärwissenschaftliche Abhandlung über das Verhältnis von Krieg und Religion: Israelitisches Heldentum und Kriegsfrömmigkeit im Alten Testament. Gunkel ging bei allem Patriotismus darin nicht so weit, Deutschland in einem heiligen Krieg zu sehen.
Im Frühjahr 1916 folgte Gunkel einer Einladung des Theologischen Studentenvereins Kristiania zu einer Reihe von Gastvorlesungen in der norwegischen Hauptstadt. Für Gunkel war diese Auslandsreise ein besonderes Erlebnis: Landschaft, bäuerliche Kultur, modernes Kristiania. Mit Rücksicht auf die Neutralität Norwegens blieb die Kriegsthematik sorgfältig ausgespart. Sein Schüler Mowinckel hatte in der norwegischen Presse für die Veranstaltungen Gunkels geworben, und das Echo des Publikums war insgesamt positiv. Seine Reiseeindrücke beschrieb Gunkel nach Rückkehr im Gießener Anzeiger.

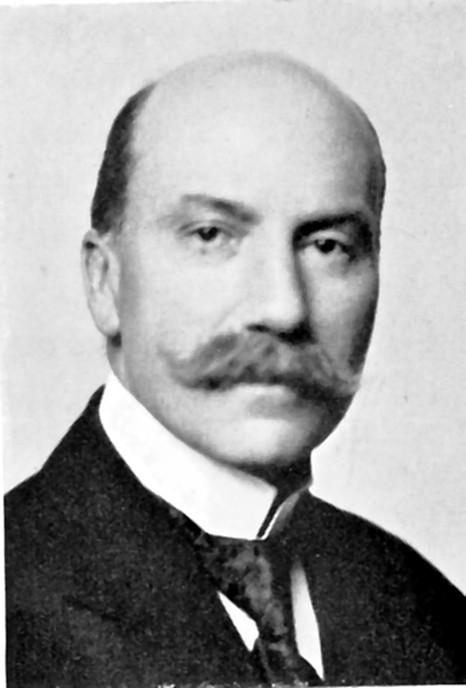
Olaf Broch

Mit dem befreundeten norwegischen Slawisten Olaf Broch stand Gunkel im Briefwechsel. Broch leitete auf Gunkels Bitte hin eine diplomatische Initiative ein, mehrere deutsche Soldaten aus russischer Kriegsgefangenschaft in skandinavische Internierungslager zu verlegen – darunter auch Werner Gunkel. Umso mehr traf es ihn, dass Broch der deutschen Regierung im November 1917 Kriegsverbrechen vorwarf. Gunkel widersprach, versuchte aber einen Hauptvorwurf zu überprüfen: Das Deutsche Reich betreibe im neutralen Norwegen biologische Kriegsführung, es habe dorthin mit Milzbrandbazillen versetzten Zucker exportiert. Gunkel wandte sich unter Vermittlung des Historikers und Politikers Hans Delbrück ans Kriegsministerium, das dementierte und den Milzbrand-Vorwurf zu einem Manöver der feindlichen Propaganda erklärte. Dass das Ministerium Gunkel aber aufforderte, er möge im deutschen Interesse auf eine Veröffentlichung seines Briefwechsels mit Broch verzichten, machte bei Gunkel „einen sehr üblen Eindruck.“
Während des Ersten Weltkriegs kommentierte Gunkel das biblische Buch Ester. Unter dem Eindruck der Judenpogrome in Russland und des Genozids an den Armeniern gelangte er 1916 zu einer größeren Wertschätzung des Buchs Ester, als sie bei christlichen Exegeten üblich war. Als Martin Rade ihn 1919 aufforderte, sich am Kampf gegen den Antisemitismus zu beteiligen, antwortete Gunkel, dieser sei allerdings notwendig, aber auch „ein schlimmes Wespennest, in das man da greifen muß.“ Dazu habe er leider neben seiner wissenschaftlichen Arbeit nicht die Kapazitäten.
Die Niederlage des Deutschen Reiches stürzte Gunkel nicht in eine existenzielle Krise, auch theologisch änderte sich bei ihm nichts. Er beklagte die allgemeine Armut und Not und bekundete den Wunsch, seinem Volk (das er sich romantisch-idealistisch als einen Organismus vorstellte) auf dem Feld der Wissenschaft zu dienen.

### Ordinarius in Halle (1920–1927)
Gunkel hatte viel publiziert, seine Schriften wurden rege rezipiert, er hatte einen großen Schülerkreis – aber all das verhalf ihm nicht zu einer ordentlichen Professur in Preußen. „Es bedurfte erst eines größeren Wandels in der preußischen Verwaltung, bevor er auf hohe Unterstützung rechnen durfte. Das erfüllte sich, als nach dem Ende des 1. Weltkrieges die sozialdemokratische Regierung in Preußen Professor Carl Heinrich Becker als Unterstaatssekretär die Universitätspolitik bestimmen ließ.“ Als Carl Heinrich Cornill Ende 1919 in den Ruhestand trat, beriet die Theologische Fakultät Halle über seine Nachfolge. Gunkel war im Gespräch, aber nicht erste Wahl. Die Fakultät schlug Otto Procksch vor, aber das Ministerium lehnte mit Schreiben vom 9. März 1920 ab und forderte, dass ein „Vertreter der religionsgeschichtlichen Richtung“ benannt würde. Große Fakultäten wie Halle und Berlin sollten eine Vielfalt von Forschungspositionen anbieten, was den „Ideenaustausch“ anregen würde. Die Fakultät sträubte sich weiterhin gegen Religionsgeschichtler überhaupt und Gunkel im Besonderen, aber Becker setzte sich durch, und im Sommer 1920 wurde Gunkel das Ordinariat Cornills für alttestamentliche Theologie und Exegese und die Leitung der alttestamentlichen Abteilung des theologischen Seminars übertragen. Das hatte ein Nachspiel in der Kirchenpresse. Die Allgemeine Evangelisch-lutherische Kirchenzeitung argwöhnte, dass die demokratische Regierung eine „Säuberung“ der Fakultäten von allen positiven Theologen betreibe, nur deshalb habe man der Halleschen Fakultät den „sehr weit links stehende[n] Gunkel“ aufgenötigt. Das liberale Protestantenblatt hielt dagegen: Eine demokratische Regierung dürfe sich gegen eine konservativ dominierte Fakultät stellen, wenn es gelte, die „Interessen der Wissenschaft“ zu wahren.
Gunkels gewandeltes Verhältnis zum Judentum kommt in den 1920er Jahren darin zum Ausdruck, dass er in jüdischen Vereinen Vorträge hielt. Die Jüdische Gemeinde Berlin lud ihn zu Beiträgen über Bibel und Israel für ihr Gemeindeblatt ein. Ab 1923 nahm Gunkel in mehreren Zeitungsartikeln öffentlich Stellung gegen Antisemitismus. So bekräftigte er gegen Spekulationen über einen „arischen Jesus“, dass Jesus von Nazareth Jude gewesen und in der jüdischen Kultur verwurzelt gewesen sei. Die Deutschen, die Juden und überhaupt alle großen Kulturnationen seien „Mischrassen“, die übrigens leistungsfähiger seien als reine Rassen. Er tauschte sich mit jüdischen Gelehrten über verschiedene Themen aus. Als 1924 die zweite Auflage der RGG in die Planungsphase trat, sprach er mit Ismar Elbogen ab, welche Fachleute der Wissenschaft des Judentums die einzelnen Artikel über das nachbiblische Israel übernehmen sollten.

### Letzte Lebensjahre

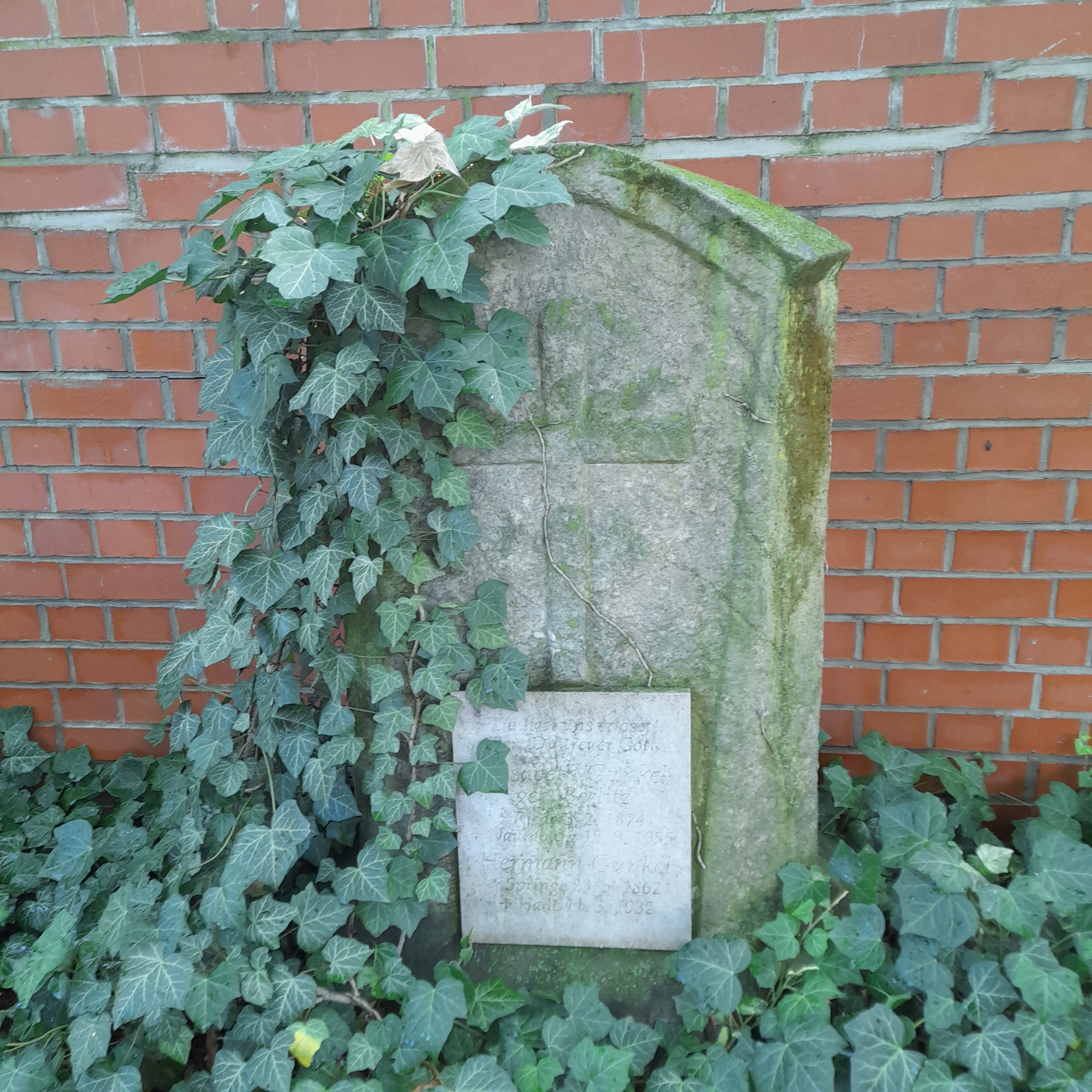
Grabstein der Eheleute Gunkel auf dem Friedhof Giebichenstein, Halle

Ende der 1920er Jahre verschlechterte sich Gunkels Gesundheitszustand. Auf Rat seines Arztes hin, der ihm Magen- und Darmbeschwerden sowie Arteriosklerose attestierte, bat er am 21. Juni 1927 um seine vorzeitige Emeritierung. Er nahm aber in Halle noch einen Lehrauftrag für Alttestamentliche Literaturgeschichte wahr. Die Einleitung in die Psalmen war sein letztes großes Projekt, das von Joachim Begrich zu Ende geführt wurde.
Hermann Gunkel verbrachte seine letzten Lebensmonate größtenteils im Diakonissenkrankenhaus Halle. 1931 war der Religiöse Sozialist Günther Dehn auf den Lehrstuhl für Praktische Theologie in Halle berufen worden, wurde dort aber von Angehörigen des Nationalsozialistischen Deutschen Studentenbunds bedrängt und an seiner Vorlesungstätigkeit gehindert. Die Fakultätskollegen distanzierten sich von ihm – bis auf den todkranken Emeritus Gunkel, der ihn bat, ihn im Krankenhaus zu besuchen. Er versicherte Dehn seiner Solidarität und bedauerte, nichts mehr für ihn tun zu können.
Gunkel starb am 11. März 1932 und wurde auf dem Friedhof Giebichenstein beigesetzt. Er, der zeitlebens damit haderte, als junger Gelehrter von der Fachwelt abgewiesen worden zu sein, war an seinem Lebensende eine unbestrittene Autorität. Sechs Lehrstühle in Deutschland und der Schweiz waren von seinen akademischen Schülern besetzt.

## Werk

### Schöpfung und Chaos

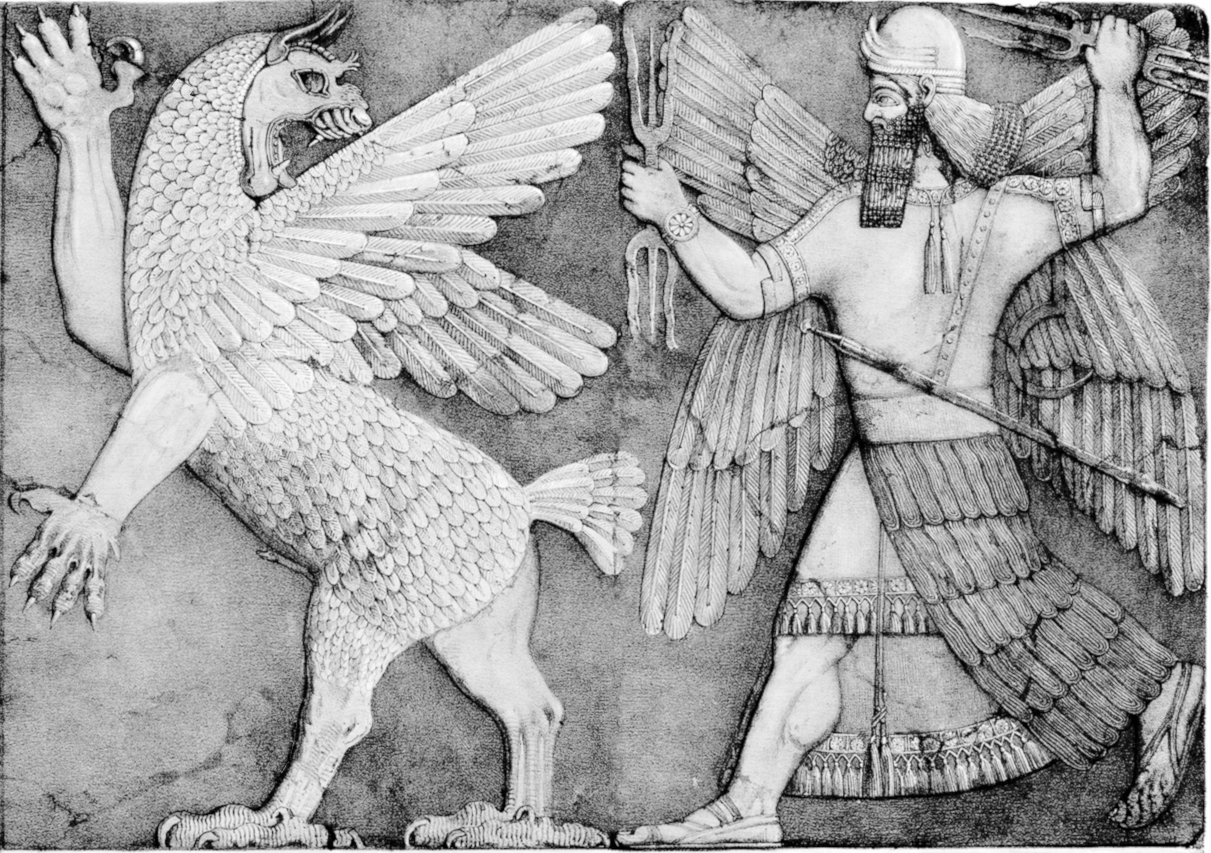
Marduks Kampf gegen Tiamat (Relief vom Palast des Sennacherib, Ninive)

Dieses programmatische Frühwerk Gunkels aus dem Jahr 1894 gliedert sich in einen alttestamentlichen und einen neutestamentlichen Teil. Ersterer behandelt die Schöpfungsgeschichte der Priesterschrift. In seinen Prolegomena der Geschichte Israels hatte Julius Wellhausen erklärt: Der Verfasser, ein Priester der nachexilischen Zeit, „sucht die Dinge so wie sie jetzt sind aus einander abzuleiten; er fragt sich, wie sie wol allmählich aus dem Urstoff hervorgegangen sein mögen, und hat dabei überall nicht eine mythische Welt, sondern die gegenwärtige gewöhnliche vor Augen.“ Die einzelnen Abschnitte seiner Schöpfungsgeschichte entspringen deshalb „Reflexion, systematische[r] Konstruktion, der man mit leichter Mühe nachrechnen kann.“ Gunkel widersprach grundsätzlich: „Wir erkennen in Gen 1 eine Reihe nachklingender mythologischer Züge. Daraus folgt, dass Gen 1 nicht die Composition eines Schriftstellers, sondern die Niederschrift einer Tradition ist; und zugleich, dass diese Tradition in hohes Altertum zurückgeht.“ Gunkel war nicht der erste, der Parallelen zwischen dem babylonischen Mythos und dem Eröffnungskapitel der Bibel sah. Aber während dies bisher nur als direkte literarische Abhängigkeit diskutiert wurde und dafür ein plausibles historisches Szenario entworfen werden musste, führt Gunkel das Konzept einer mündlichen Vorgeschichte des biblischen Textes ein. Die Untersuchung von Schöpfungsvorstellungen quer durchs Alte Testament zeigte ihm, dass ein babylonischer Chaosdrachenkampf-Mythos zum israelitischen Mythos vom Chaosdrachenkampf JHWHs weiterentwickelt wurde, während Gen 1 am Ende dieser Entwicklung steht.
Im neutestamentlichen Teil postulierte Gunkel eine hinter Offb 12,1–17  stehende jüdisch-apokalyptische Tradition, die letzten Endes auf die Legenden des babylonischen Winterfestes (Geburt Marduks, der vor dem Meerungeheuer Tiamat gerettet wird) und des Frühjahrsfestes (Sieg Marduks über das Meerungeheuer) zurückgeht. Als ihm der mythologische Charakter von Offb 12 klar wurde, war Gunkel begeistert: „ich schwebte über der Erde wie die seligen Götter.“ Ohne dass Gunkel das Programm der Traditionsgeschichte hier schon entfaltet, wird es in der Behandlung von Offb 12 vorgeführt: Nachdem ein Text in seinem historischen Kontext betrachtet wurde, folgt der Blick auf die Vorgeschichte dieses Textes, und der Ursprung des in ihm verarbeiteten Stoffes wird gesucht. Der vorliegende Text wird in die Rezeptionsgeschichte dieses Stoffes hineingestellt; dadurch wird besser verständlich, wie der Autor mit dem traditionellen Stoff umgegangen ist: Seine eigene Theologie hebt sich klarer ab.
Die scharfe Zurückweisung dieses Programms kam 1899 von Wellhausen: „Gunkel reklamirt alles Mögliche und Unmögliche als aus Babylon entsprungen. … Das Proton Pseudos ist, dass er der Ursprungsfrage überhaupt grossen Wert beimisst. Von methodischer Wichtigkeit ist es zu wissen, dass tatsächlich ein Stoff in den Apokalypsen vorliegt, der von der Conception des Autors nicht immer völlig durchdrungen, in seinem Guss nicht immer ganz aufgegangen ist und noch öfter für unsere Erklärung einen undurchsichtigen Rest lässt; woher jedoch dieser Stoff ursprünglich stammt, ist methodisch ganz gleichgiltig.“ Gunkel, dem es nicht gelang, die Rezension von Wellhausens Artikel in der Theologischen Literaturzeitung übertragen zu bekommen, verteidigte sich umgehend mit einem Beitrag in der Zeitschrift für wissenschaftliche Theologie. Wellhausen reagierte darauf nicht mehr.

### Kommentare

#### Buch Genesis
Unter Voraussetzung des Wellhausen’schen Modells fragte Gunkel in seinem Genesis-Kommentar hinter die rekonstruierten schriftlichen Quellen zurück nach den alten, mündlichen Überlieferungen und formulierte programmatisch: „Die Genesis ist eine Sammlung von Sagen.“ Das war in der universitären Theologie keine neue Erkenntnis, aber es war in die kirchliche Öffentlichkeit nicht durchgedrungen. Der Babel-Bibel-Streit zeigte, dass konservative amtskirchliche Kreise scharf bekämpften, was aus ihrer Sicht den Wahrheitsanspruch der Bibel in Frage stellte.
Gunkel unterschied im Alten Testament grundsätzlich zwischen Prosa und Poesie: erstere eben wegen ihrer Schriftlichkeit auf die Eliten beschränkt, letztere mündlich tradiert, im „Volk“ verbreitet – und weitaus älter. Poesie erfordere einen ästhetischen Zugang, den sich der Leser verbaue, wenn er frage, ob es wirklich so gewesen ist, wie vom Dichter erzählt. Die poetischen Grundgattungen waren für Gunkel Sage, Mythos, Märchen und Legende. Er warb beim Leser um die Akzeptanz des Begriffs Mythos: „Mythen – man erschrecke nicht vor diesem Worte – sind Göttergeschichten, im Unterschiede von den Sagen, deren handelnde Personen Menschen sind. … Der eigentliche Zug des Jahve-Religion ist [wegen seiner Tendenz zum Monotheismus] den Mythen nicht günstig. … Daher hat man in demjenigen Israel, das wir aus dem A. T. kennen lernen, eigentliche unverfälschte Mythen nicht ertragen.“ Dieser Kunstgriff erlaubte es Gunkel, die verblassten mythischen Erzählungen der Genesis (Schöpfung, Sintflut, Turmbau zu Babel) als „Ursagen“ der Grundgattung Sage unterzuordnen und im Kommentar nicht in die Diskussion über Ursprung und Zweck von Mythen einzutreten.
In der dritten Auflage des Genesiskommentars (1910) löste sich Gunkel von der Vorstellung, den Sagen der Genesis lägen historische oder ätiologische Motive zugrunde. Es seien „reine Gebilde der Phantasie“; deshalb könne man sie märchenhaft nennen. Gunkel schrieb sich die Entdeckung der Märchen in der Genesis selbst zu, räumte aber ein, dass er Impulse von Eduard Meyer, Wilhelm Wundt und Hugo Gressmann erhalten habe. Gressmann hatte Gunkel auf Wundts Völkerpsychologie hingewiesen; Wundt nahm an, dass der Mythos Märchenstoffe kombiniert habe.

#### Buch der Psalmen
Der Göttinger Verlag Vandenhoeck & Ruprecht beauftragte Gunkel 1912 mit der Neubearbeitung des Psalmenkommentars von Friedrich Baethgen. Dieses große Werk begleitete Gunkel durch die Jahre des Ersten Weltkriegs und der Weimarer Republik; es erschien zwischen 1924 und 1926 in sieben Lieferungen. Auf dem Weg dahin informierte Gunkel das Publikum auf verschiedene Weise über seine Psalmenstudien. So veröffentlichte er Studien über die Königspsalmen (1914), Liturgien in den Psalmen (1916), Formen der Hymnen (1917) und Danklieder im Psalter (1919). Auch das im Entstehen begriffene Fachlexikon RGG erhielt mehrere programmatische Artikel: Poesie und Musik Israels, Psalmen, Psalterbuch und Weisheitsdichtung im AT. Die eigentlichen Einleitungsfragen hatte Gunkel ausgegliedert; sie wurden 1933 postum von Joachim Begrich unter dem Titel Einleitung in die Psalmen veröffentlicht.
Der Aufbau des Psalmenkommentars ist durchsichtig. Jeder Psalm wird zuerst übersetzt, dann folgt eine „aufs Ganze zielende Erklärung“, die möglichst allgemeinverständlich sein soll. Sie beginnt mit Angaben zur Gattung des Psalms und seines Sitzes im Leben, dann folgt eine Paraphrase des Psalms, die seine Gliederung in Strophen, seine Metaphorik und Motivparallelen in der altorientalischen und altägyptischen Dichtung erschließt. Dieser Durchgang endet mit Vermutungen zum Verfasser und zur zeitlichen Ansetzung des Psalms. Dann folgt die breite Diskussion philologischer Probleme. Die Verbesserung des mutmaßlich verderbten Textes hat besonderes Gewicht. Seine zahlreichen Konjekturen und Textumstellungen begründete Gunkel mit seinen Erkenntnissen zu den Gattungen der Psalmen: damit der Psalm seiner Gattung entspricht, müsse er auf diese Weise verbessert und oft auch in mehrere ursprünglich selbständige Einzelpsalmen aufgeteilt werden. Diese Eigenheit des Gunkelschen Psalmenkommentars wurde (bei allem Lob, dass er sonst erhielt) von den Rezensenten von Anfang an kritisch vermerkt. Aus heutiger Sicht hat Gunkels Textkritik, auch wenn er manchmal das Richtige trifft, schwere methodische Mängel. Beispielsweise brachte er Psalm 4 erst durch Textänderungen in eine Form, die aus ihm das Paradigma der Gattung Vertrauenslied machte. Durch Konjekturen schuf er Belege dafür, dass die Leber im alten Israel als Sitz der Gefühle und sogar des Lebensgeistes (Nefesch) betrachtet worden sei. Letztere schwach begründete These Gunkels wurde weit rezipiert, unter anderem in dem großen Wörterbuch von Köhler und Baumgartner.

### Herausgeberschaften

#### Forschungen zur Religion und Literatur des Alten und Neuen Testaments (FRLANT)
Der Verleger Gustav Ruprecht kam 1899 auf einen Plan zurück, den ihm Gunkel bereits früher vorgelegt hatte: eine besondere Monographienreihe für die Veröffentlichungen Gunkels und seiner akademischen Schüler. Ruprecht schlug den Neutestamentler Wilhelm Bousset als Mitherausgeber vor. Als erstes Heft der neuen Reihe erschien 1903 ein programmatischer Beitrag von Gunkel: Zum religionsgeschichtlichen Verständnis des Neuen Testaments. Darin erklärte er, das Christentum sei eine synkretistische Religion. „Starke religiöse Motive, die aus der Fremde gekommen waren, sind in ihm enthalten und zur Verklärung gediehen, orientalische und hellenistische.“
Nach Boussets frühem Tod (1920) übernahm im Neuen Testament Rudolf Bultmann. Er nutzte die Reihe FRLANT umgehend zur Veröffentlichung des Buchs, das sich zum Standardwerk entwickeln sollte: Die Geschichte der synoptischen Tradition (1921).

#### Religion in Geschichte und Gegenwart (RGG)
Um 1900 schlug Martin Rade dem Tübinger Verleger Paul Siebeck vor, ein neues theologisches Lexikon auf den Markt zu bringen, dessen Profil sich von der Realencyclopädie für protestantische Theologie und Kirche unterscheiden sollte. Es sollte sich an interessierte Pfarrer und das gebildete Bürgertum, nicht nur an Fachtheologen wenden und religionsgeschichtliche Fragestellungen berücksichtigen. Gunkel war von Anfang an als Abteilungsredakteur für Altes Testament vorgesehen. Nach der ersten Redaktionskonferenz am 26. September 1904 in Eisenach wurde Gunkels Stellung immer stärker. Sein Name erschien neben Friedrich Michael Schiele auf der Titelseite. Als er 1908 wegen der hohen zeitlichen Belastung und des seiner Ansicht nach zu niedrigen Honorars seinen Rückzug ankündigte, stand die Fortführung des Projekts in Frage. Siebeck wollte Gunkel unbedingt halten; Rade reiste nach Gießen und überzeugte Gunkel davon, weiter hauptverantwortlich mitzuarbeiten. Im Ergebnis war die RGG1 (1908–1914) stark von Gunkel geprägt. Er schrieb 342 Artikel selbst und verteilte andere zentrale Artikel an Kollegen, die seinem Ansatz nahestanden. Auf Kosten der Wellhausen-Schule erhielt das Werk eine klar religionsgeschichtliche Ausrichtung. Sprachlich redigierte Gunkel die Beiträge anderer Autoren relativ stark, um eine gute Allgemeinverständlichkeit zu gewährleisten. Die erste Auflage der RGG zeichnete sich auch wegen Gunkels Engagement durch hohe Einheitlichkeit und ein klares Konzept aus.

## Veröffentlichungen (Auswahl)
- Schöpfung und Chaos in Urzeit und Endzeit: eine religionsgeschichtliche Untersuchung über Gen 1 und Ap Joh 12. Vandenhoeck & Ruprecht, Göttingen 1895 (Digitalisat).
- Genesis, übersetzt und erklärt. Vandenhoeck & Ruprecht, Göttingen 1901; 5. Auflage Göttingen 1922 (Digitalisat).
- Israel und Babylonien: Der Einfluss Babyloniens auf die israelitische Religion. Vandenhoeck & Ruprecht, Göttingen 1903 (Digitalisat).
- Reden und Aufsätze. Vandenhoeck & Ruprecht, Göttingen 1913 (Digitalisat).
- Die Psalmen, übersetzt und erklärt. 4. Auflage.[77] Vandenhoeck & Ruprecht, Göttingen 1929; 6. Auflage Göttingen 1986 (Digitalisat).
- Einleitung in die Psalmen: Die Gattungen der religiösen Lyrik Israels. Hrsg. von Joachim Begrich. 1. Auflage Vandenhoeck & Ruprecht, Göttingen 1933; 3. Auflage Göttingen 1986 (Digitalisat).

### Lexikonartikel
- Reinhard Wonneberger: Gunkel, Hermann. In: Theologische Realenzyklopädie (TRE). Band 14, de Gruyter, Berlin / New York 1985, ISBN 3-11-008583-6, S. 297–300.
- Kurt Galling: Gunkel, Hermann. In: Religion in Geschichte und Gegenwart (RGG). 3. Auflage. Band 2, Mohr-Siebeck, Tübingen 1958, Sp. 1908–1909.
- Ernest Nicholson: Gunkel, Hermann. In: Religion in Geschichte und Gegenwart (RGG). 4. Auflage. Band 3, Mohr-Siebeck, Tübingen 2000, Sp. 1332.
- Frank-Lothar Hossfeld: Gunkel, Hermann. In: Walter Kasper (Hrsg.): Lexikon für Theologie und Kirche. 3. Auflage. Band 4. Herder, Freiburg im Breisgau 1995, Sp. 1103.
- Konrad von Rabenau: Gunkel, Hermann. In: Neue Deutsche Biographie (NDB). Band 7, Duncker & Humblot, Berlin 1966, ISBN 3-428-00188-5, S. 322 f. (Digitalisat).

### Monographien und Sammelbände
- Erhard S. Gerstenberger, Ute Eisen (Hrsg.): Hermann Gunkel revisited: Literatur- und religionsgeschichtliche Studien. LIT, Berlin 2010.
- Konrad Hammann: Hermann Gunkel. Eine Biographie. Mohr Siebeck, Tübingen 2014, ISBN 978-3-16-150446-4.
- Werner Klatt: Hermann Gunkel. Zu seiner Theologie der Religionsgeschichte und zur Entstehung der formgeschichtlichen Methode. Vandenhoeck & Ruprecht, Göttingen 1969 (Online).
- Paul Michael Kurtz: Kaiser, Christ, and Canaan: The Religion of Israel in Protestant Germany, 1871–1918. Forschungen zum Alten Testament I/122. Mohr Siebeck, Tübingen 2018, ISBN 978-3-16-155496-4.
- Ernst-Joachim Waschke (Hrsg.): Hermann Gunkel (1862–1932) (= Biblisch-Theologische Studien. 141). Neukirchener Verlag, Neukirchen-Vluyn 2013, ISBN 978-3-7887-2719-2.

### Artikel
- Walter Baumgartner: Hermann Gunkel. In: Neue Zürcher Zeitung. 16./17. März 1932 (Nr. 489, Digitalisat/499, Digitalisat); wiederabgedruckt in: Ders.: Zum Alten Testament und seiner Umwelt. Brill, Leiden 1959, S. 371–378.
- Walter Baumgartner: Zum 100. Geburtstag von Hermann Gunkel. In: Congress Volume Bonn 1962 (= Vetus Testamentum. Supplements 9). Brill, Leiden 1963, S. 1–18; nachgedruckt als Geleitwort zur 9. Auflage von: Hermann Gunkel: Genesis, übersetzt und erklärt. Vandenhoeck & Ruprecht, Göttingen 2011, S. 1*–18*.
- Erhard S. Gerstenberger: Vom Sitz im Leben zur Sozialgeschichte der Bibel: Hermann Gunkel, ein zeitgebundener Visionär. Was macht seine Exegese heute noch aktuell? In: Thomas Wagner u. a. (Hrsg.): Kontexte. Biografische und forschungsgeschichtliche Schnittpunkte der alttestamentlichen Wissenschaft. Festschrift für Hans Jochen Boecker zum 80. Geburtstag. Neukirchener Verlag, Neukirchen-Vluyn 2008, S. 157–170 (Download).
- Hans-Joachim Kraus: Geschichte der historisch-kritischen Erforschung des Alten Testaments. Verlag der Buchhandlung des Erziehungsvereins, Neukirchen 1956, S. 309 ff.
- Hans-Peter Müller: Hermann Gunkel. In: Martin Greschat (Hg.): Theologen des Protestantismus im 19. und 20. Jahrhundert. Kohlhammer, Stuttgart 1978, Bd. 2, S. 241–255.
- Konrad von Rabenau: Hermann Gunkel auf rauhen Pfaden nach Halle. In: Evangelische Theologie. 30 (1970), S. 433–444.
- Hans Rollmann: Zwei Briefe Hermann Gunkels an Adolf Jülicher zur religionsgeschichtlichen und formgeschichtlichen Methode. In: Zeitschrift für Theologie und Kirche. 78 (1981), S. 276–288.
- Hans Schmidt: In Memoriam Hermann Gunkel. Akademische Gedächtnisrede bei der Bestattung Hermann Gunkels, gehalten in der Bartholomäus-Kirche in Halle am 15. März 1932. In: Theologische Blätter. 11 (1932), Sp. 97–103.
- Rudolf Smend: Kritiker und Exegeten. Porträtskizzen zu vier Jahrhunderten alttestamentlicher Wissenschaft. Vandenhoeck & Ruprecht, Göttingen 2017, S. 501–514.
- Ernst-Joachim Waschke: Hermann Gunkel, der Begründer der religionsgeschichtlichen Schule und der gattungsgeschichtlichen Forschung. In: Arno Sames (Hrsg.): 500 Jahre Theologie in Wittenberg und Halle – 1502 bis 2002. Evangelische Verlagsanstalt, Leipzig 2003, ISBN 3-374-02115-8. S. 129–142.

### Bibliographien
- Johannes Hempel in: Eucharisterion. Studien zur Religion und Literatur des Alten und Neuen Testaments. Festgabe für Hermann Gunkel zum 60. Geburtstage, dem 23. Mai 1922, dargebracht von seinen Schülern und Freunden. Vandenhoeck & Ruprecht, Göttingen 1923, Bd. 2, 214–225 (bis 1922).
- Werner Klatt: Hermann Gunkel. Zu seiner Theologie der Religionsgeschichte und zur Entstehung der formgeschichtlichen Methode. Vandenhoeck & Ruprecht, Göttingen 1969, S. 272 ff. (1922–1969).